# Олег Вешти
Олег (струс. Олег, стнорд. Helgi или Helgu; 882—912), познатији као Олег Вешти (рус. Олег Вещий), био је варјашки новгородски кнез (од 879) и касније кијевски (од 882), који је владао Русима. Олегу се приписује да је померио престоницу из Новгорода у Кијев и тако поставио темеље за јаку древну кнежевину Кијевску Русију. Претпоставља се да је Олег био Рјуриков брат, оснивач династије Рјурикович, која је владала руском кнежевином.
Добио је надимак Вешти (рус. Вещий — „Пророк”, „Видовњак”, аналогно — „Вештац”), јер је добро доносио одлуке за будућност. Према летописима владао је од 882. до смрти 912.

## Биографија
Име Олег је скандинавског извора, потиче из речи Helgi, што на скандинавском (старонормански) значи „посвећен Богу”.
Постоји више верзија о његовом роду, у летопису Повест минулих лета Олег се помиње као Рјуриков рођак. После Рјурикове смрти 879. руководио је Новгородом, док је Рјуриков син Игор био још малолетан. По веровању Олег је био паган.

## Поход према Кијеву
882. крене на поход према Смоленску и Љубечу. Од тамо је по Дњепру отпловио до Кијева, где су владали варангијски кнежеви Аскољд и Дир. Олег их је позвао код својих бродова и рекао им да они нису кнежеви, а он је рода кнежевог (Рјуриков род) („Вы неста кнѧзѧ ни роду кнѧжѧ, но азъ єсмь роду кнѧжѧ.”) и при томе најавио будућег кнеза, младог Игора, сина Рјуриковог.
Према Иконовскијем летопису Олег је на превару позвао варангијске вође на брод, где им је рекао: „Ја сам кнез, а ово је Рјуриков кнежевић Игор.” („Аз есмь Олег князь, а се есть Рюриков Игорь княжичь.”), након чега их је убио. Кијев се Олегу врло допао па је желео да тај град постане мајка руских градова (матерью городов русских). Тако је направио други центар руске древне кнежевине, Кијевске Русије (први је био Новгород). У наредних 25 година Олег је подјармио околна племена а некима племенима наложио данак уместо Хазарског каганата („Я неприятель им, а с вами у меня никакой вражды. Не давайте хазарам, но платите мне.” — „Ја сам им непријатељ, а са вама сам у миру, не дајте Хазарима, дајте мени.”)

## Поход на Византију
907. Олег крене у велики поход на Цариград. Према руској хроници учествовало је 2000 бродова са по 40 војника по броду. Византијски цар Лав VI Мудри је затворио залив ланцем. Олег је превазишао и ланце са тим да је на бродове монтирао неке врсте обруча који су ланце водили испод бродова, и уз помоћ јачег ветра са бродовима стигли су до бедема Цариграда. Наводно су га хтели Грци тровати вином. Уплашени Грци су на крају предложили мир и данак Олегу. У знамење побeде Олег је прибио свој штит на капију цариградске тврђаве. Крајњи резултат је био склапање трговачког договора између Кијевске Русије и Византије, који је пошао на руку обе странама а нарочито је била добродошла слободна трговина Руса по Византији.
О том походу нема записа у Византијским летописима, упркос томе да су остали походи на Византију добро записани. Руска хроника Повест минулих лета је ипак забележила тај поход. Иста хроника описује поход Игора Рјуриковича 944. за који пише да је тада византијски цар послао кнезу Игору поруку: „Не долази, узми данак као Олег, даћемо још више.” („Не ходи, но возьми дань, какую брал Олег, прибавлю и ещё к той дани.”).
911. Олег шаље у Цариград изасланство, које утврђује мир и склапа нови договор из којег је изостала слободна трговина.

## Смрт
Једном је Олег питао видовњака од чега ће умрети. Видовњак му је одговорио „Кнеже ! Од твојег вољеног коња, на коме јашеш - од њега ћеш умрети !”
Князь! От коня твоего любимого, на котором ты ездишь, — от него тебе и умереть!
Кнез Олег се тога уплашио и рекао да никада више неће да седне на тог коња. Након једног времена, питао је коњара о свом коњу. Тај му је рекао да је већ погинуо. Олег је одлучио да иде да види његове остатке. Када је дошао остале су само кости, са ногом је стао на лубању одакле је изашла змија и Олега ујела га у ногу. Због последица умре 912. године. Покопан је на брду Шчековица.
Олега на трону замени кнез Игор Рјурикович.